# Казе Росе (Потенца)
Казе Росе (итал. Case Rosse) је насеље у Италији у округу Потенца, региону Базиликата.
Према процени из 2011. у насељу је живело 37 становника. Насеље се налази на надморској висини од 649 м.